# Rustika
Rustika ili rustikacija (od latinskog: rusticus = seoski) je izraz u arhitekturi za način dekoriranja fasade, grubo isklesanim kamenim blokovima na vanjskom frontalnom (vidljivom) dijelu.

## Povijest
Rustikom je obrađena platforma grobnice perzijskog vladara Kira Velikog iz 560. pr. Kr.
Za starogrčkih i helenističkih vremena - rustika se najčešće koristila kod podizanja potpornih zidova i terasa. Slično su je koristili i Rimljani, koji su je primjenjivali kod građevina praktične namjene kao što su bili akvadukti. Rimljani su shvatili i dekorativnu vrijednost rustike, pa su na taj način u 1. stoljeću podigli rimsku Porta Maggiore, koja ima grubo obrađenu rustiku, ali je kamen na Augustovom hramu u francuskom Vienneu, puno pažljivije obrađen.
Talijanski ranorenesansni arhitekti nastavili su razvijati tradiciju rustike, koristeći je za dekoriranje palača koje su podizali u 15. stoljeću u Firenci. Tako su ukrašene Palazzo Pitti (1458.), Palazzo Medici Riccardi (1444. – 1459.) i Palazzo Strozzi (oko 1489.), kod kojih je rustika imala glavni dekorativni element.Treba istaći da su u to vrijeme palače još uvijek imale i ulogu fortifikacijsku ulogu pa su grubi kameni blokovi u prizemlju služili i u obrambene svrhe.
Za manirizma i baroka - rustika je imala veliku važnost kod oblikovanja parkova i vila. Tada je počela moda dekoriranja kamenih blokova maštovitim zmijolikim linijama, i oblikovanja frontalnog dijela u obliku dijamanata ili u nekom drugom fantastičnom obliku. Korištenje rustike u Englesku uveo je arhitekt Inigo Jones pa je ona postala dominantni oblikovni element mnogih engleskih građevina tijekom 17. stoljeća i 18. stoljeća.
Rustika se nastavila koristiti i kod brojnih reprezentativnih neoklasicističkih građevina podizanih širom Europe i svijeta tijekom 19. stoljeća i početkom 20. stoljeća, ali pretežno samo u prizemlju, kao reminescencija na nekadašnju obrambenu funkciju koje su palače imale u svojoj ne tako davnoj prošlosti. Istina to više nisu bili kameni blokovi, nego njihov imitat od cigle i žbuke.

## Galerija slika
- Dvije različite rustikacije na fasadi palače Medici Riccardi - Firenca
- Rustika na palači sveučilišta u Cataniji
- Rustika na palači Strozzi u Firenci
- Rustika na moskovskoj palači u ulici Nikitskaja

## Vanjske poveznice
- (engl.) rustication na portalu Encyclopædia Britannica